# 183 (nombre)
« Cent quatre-vingt-trois » redirige ici. Pour l'année, voir 183.
183 (cent quatre-vingt-trois ou cent octante-trois) est l'entier naturel qui suit 182 et qui précède 184.

## En mathématiques
Cent quatre-vingt-trois est :
- un nombre semi-premier[1];
- un nombre totient parfait[2].

## Dans d'autres domaines
Cent quatre-vingt-trois est aussi :
- Années historiques : -183, 183